# Petrus Petri Franc
Petrus Petri Franc, född 1581 i Elsass, död 19 november 1653 i Kvillinge församling, Östergötlands län, var en svensk präst.

## Biografi
Petrus Petri Franc föddes 1581 i Elsass. Han flyttade till Sverige tillsammans med drottning Maria Eleonora av Brandenburg. Franc blev 1600 student vid Uppsala universitet och prästvigdes 24 maj 1612. Han blev 1622 kyrkoherde i Kvillinge församling. Franc avled 19 november 1653 i Kvillinge socken och begravdes i Kvillinge kyrka.

### Familj
Franc gifte sig första gången med Hanna Håkansdotter (död 1621). Franc gifte sig andra gången 4 juli 1624 med Margareta Scheder (1601–1691). Hon var dotter till kungens befallningsmannen över Östergötland Sven Andersson och Anna Håkansdotter. De fick tillsammans barnen hovrådet Sven Franc (1625–1674), rådmannen Lars Franc (1627–1678) i Stockholm, Anna Franc (död 1679) som var gift med kyrkoherden Jonas Bjugg i Kvillinge församling och kyrkoherden Magnus Duræus i Kvillinge församling, ryttmästaren Johan von Franck (född 1633) vid Nylands och Tavastehus dragonregemente, Catharina Franc (född 1638) som var gift med vice lagmannen Magnus Paulin Hilletan, landshövdingen Peder Franc (1642–1714) i Södermanlands län, överkamreren Samuel Franc (1645–1713) i Bremen och Verden och ett okänt barn.